# N'épousez pas un flic
N'épousez pas un flic (So Long as You Both Shall Live) est un roman policier américain de Ed McBain, nom de plume de Salvatore Lombino, publié en 1976. C’est le trente-et-unième roman de la série policière du 87e District.

## Résumé
Le détective Bert Kling vient d'épouser le top model Augusta Blair. Les jeunes mariés sont sur le point de vivre leur nuit de noces. Mais quand Kling sort de la douche, Augusta a disparu, laissant derrière elle une chaussure et du coton trempé dans du chloroforme. Kling contacte son ami Steve Carella pour retrouver la trace d'Augusta. 
C'est une course contre la montre qui s'enclenche : tous les détectives du 87e District font de leur mieux pour retrouver l'épouse de leur collègue, mais leurs efforts seront-ils suffisants ?

## Éditions
Édition originale en anglais
- (en) Ed McBain, So Long as You Both Shall Live, New York, Random House, 1976

Éditions françaises
- (fr) Ed McBain (auteur) et Madeleine Charvet (traducteur) (trad. de l'anglais), N'épousez pas un flic [« So Long as You Both Shall Live »], Paris, Gallimard, coll. « Série noire no 1716 », 1977, 182 p. (ISBN 2-07-048716-4, BNF 34702375)
- (fr) Ed McBain (auteur) et Madeleine Charvet (traducteur) (trad. de l'anglais), N'épousez pas un flic [« So Long as You Both Shall Live »], Paris, Gallimard, coll. « Carré noir no 467 », 1983, 182 p. (ISBN 2-07-043467-2, BNF 34740338)
- (fr) Ed McBain (auteur) et Madeleine Charvet (traducteur), N'épousez pas un flic [« So Long as You Both Shall Live »], Paris, Gallimard, coll. « Folio no 1956 », 1988, 182 p. (ISBN 2-07-038046-7, BNF 34948367)
- (fr) Ed McBain (auteur) et Madeleine Charvet (traducteur) (trad. de l'anglais), N'épousez pas un flic [« So Long as You Both Shall Live »], Paris, Gallimard, coll. « Série noire no 1716 », 1997, 212 p. (ISBN 2-07-049469-1, BNF 36711800)
  - Traduction révisée et augmentée.
- (fr) Ed McBain (auteur) et Madeleine Charvet (traducteur) (trad. de l'anglais), N'épousez pas un flic [« So Long as You Both Shall Live »], Dans 87e District, volume 5, Paris, Éditions Omnibus, 2000, 1369 p. (ISBN 2-258-05358-7, BNF 37204205)
  - Ce volume omnibus contient les romans Flouze, Adieu cousine..., N'épousez pas un flic, Ça fait une paye !, Calypso, Un poulet chez les spectres, Coup de chaleur et Nid de poulets.

## Adaptation à la télévision
- 1992 : À chacun son heure (No Time to Die), épisode 2 de la saison 11 de Columbo, réalisé par Alan J. Levi, adaptation libre par Robert van Scoyk du roman N'épousez pas un flic

## Sources bibliographiques
- Jean Tulard, Dictionnaire du roman policier : 1841-2005. Auteurs, personnages, œuvres, thèmes, collections, éditeurs, Paris, Fayard, 2005, 768 p. (ISBN 978-2-915793-51-2, OCLC 62533410), p. 599 (Notice 87e District).